# Rhopalizus coeruleus
Rhopalizus coeruleus là một loài bọ cánh cứng trong họ Cerambycidae.